# 韦希 (阿列日省)
韦希（法語：Vaychis）是法国阿列日省的一个市镇，属于富瓦区（Foix）阿克斯勒泰尔梅县（Ax-les-Thermes）。该市镇2009年时的人口为22人。

## 人口
韦希人口变化图示
| 数据来源：INSEE |